# Шалыгино
Шалыгино (укр. Шалигине) — посёлок городского типа в Глуховском районе Сумской области Украины.
Является административным центром одноимённого поселкового совета, в который, кроме того, входят сёла Емадыкино и Черновское

## Географическое положение
Посёлок находится на берегу реки Лапуга, которая через 1,5 км впадает в реку Обеста, а та через 3 км в реку Клевень, выше по течению на расстоянии в 2 км расположено село Гудово. К посёлку примыкают лесные массивы (дуб, берёза, сосна).

## Происхождение названия
Название посёлка происходит от имени одного из первых поселенцев — Шалыгина, который получил здесь надел за военную службу.

## История
Основан в конце XVI века — в начале XVII века.
В первой половине XVII века село было одним из пограничных пунктов Русского царства.
В 1727 году село вошло в состав Путивльского уезда Севской провинции Белгородской губернии, в 1757 году село стало собственностью князя Барятинского.
С 1797 года — село Крупецкой волости Путивльского уезда Курской губернии. С 1861 года волостной центр Шалыгинской волости Путивльского уезда Курской губернии.
15 октября 1932 года вошло в новообразованную Черниговскую область в составе Украинской Советской Социалистической Республики.
10 января 1939 года Указом Президиума Верховного совета СССР Шалыгинский район был из состава Черниговской области передан в новообразованную Сумскую область.
В ходе Великой Отечественной войны с конца сентября 1941 до 3 сентября 1943 года село было оккупировано немецкими войсками.
В 1956 — присвоен статус посёлок городского типа.
В 1985 году здесь действовали сахарный завод, кирпичный завод, три общеобразовательные школы, больница, четыре библиотеки и клуб.
После провозглашения независимости Украины село оказалось на границе с Россией, здесь был оборудован пограничный переход, который находится в зоне ответственности Сумского пограничного отряда Восточного регионального управления ГПСУ, здесь находится военный городок в/ч 9953 госпогранслужбы.
В июле 1995 года Кабинет министров Украины утвердил решение о приватизации находившегося здесь сахарного завода.

### Население

#### Шалыгино
1819 года в селе насчитывалось 115 дворов и 857 жителей.
В 1862 году в собственническом селе насчитывалось 142 двора, проживал 1081 человек (530 мужского пола и 551 — женского), была православная церковь и свеклосахарный завод.

Диаграмма динамики численности населения Шалыгино

По состоянию на 1880 года в бывшем собственническом селе Шалыгинской волости Путивльского уезда Курской губернии, проживало 1548 человек, насчитывалось 223 дворовых хозяйств, существовала православная церковь, школа, 2 лавки.

#### Ковёнки
1862 года в собственническом селе насчитывалось 203 двора, проживало 1158 человек (582 мужского пола и 576 — женского), была православная церковь.
В 1880 году в бывшем собственническом селе Шалыгинской волости Путивльского уезда Курской губернии, проживало 1017 человек, насчитывалось 123 дворовых хозяйств, существовала православная церковь.

#### После объединения
Согласно переписи населения 1959 года население поселка составляло 6652 человека (2863 мужского пола и 3789 — женского).
В январе 1989 года население составляло 3457 человек (1524 мужского пола и 1933 — женского), к 2001 году уменьшилось до 3203 человек.
| 1819     | 1862                          | 1880                          | 1913       | 1959  | 1980  |
| -------- | ----------------------------- | ----------------------------- | ---------- | ----- | ----- |
| Шал.—857 | 2 239 (Шал.—1081; Ковй.—1158) | 2 565 (Шал.—1548; Ковй.—1017) | Шал.—2 340 | 6 652 | 4 570 |
|          | ▲                             | ▲                             | ▲          | ▲     | ▼     |
| 1984     | 1989                          | 2001                          | 2009       | 2010  | 2011  |
| 4 000    | 3 457                         | 3 203                         | 2 649      | 2 615 | 2 572 |
| ▼        | ▼                             | ▼                             | ▼          | ▼     | ▼     |

## Экономика
- Молочно-товарная ферма.
- ООО «Шалыгинское»[17].

## Транспорт
Посёлок находится в 12 км от ближайшей ж.-д. станции Крупец (на линии Хутор-Михайловский — Ворожба).
В 10 км от посёлка проходит автомагистраль Глухов-Курск E 38, а в 13 км — автодорога Глухов-Сумы Р-44.

## Достопримечательности

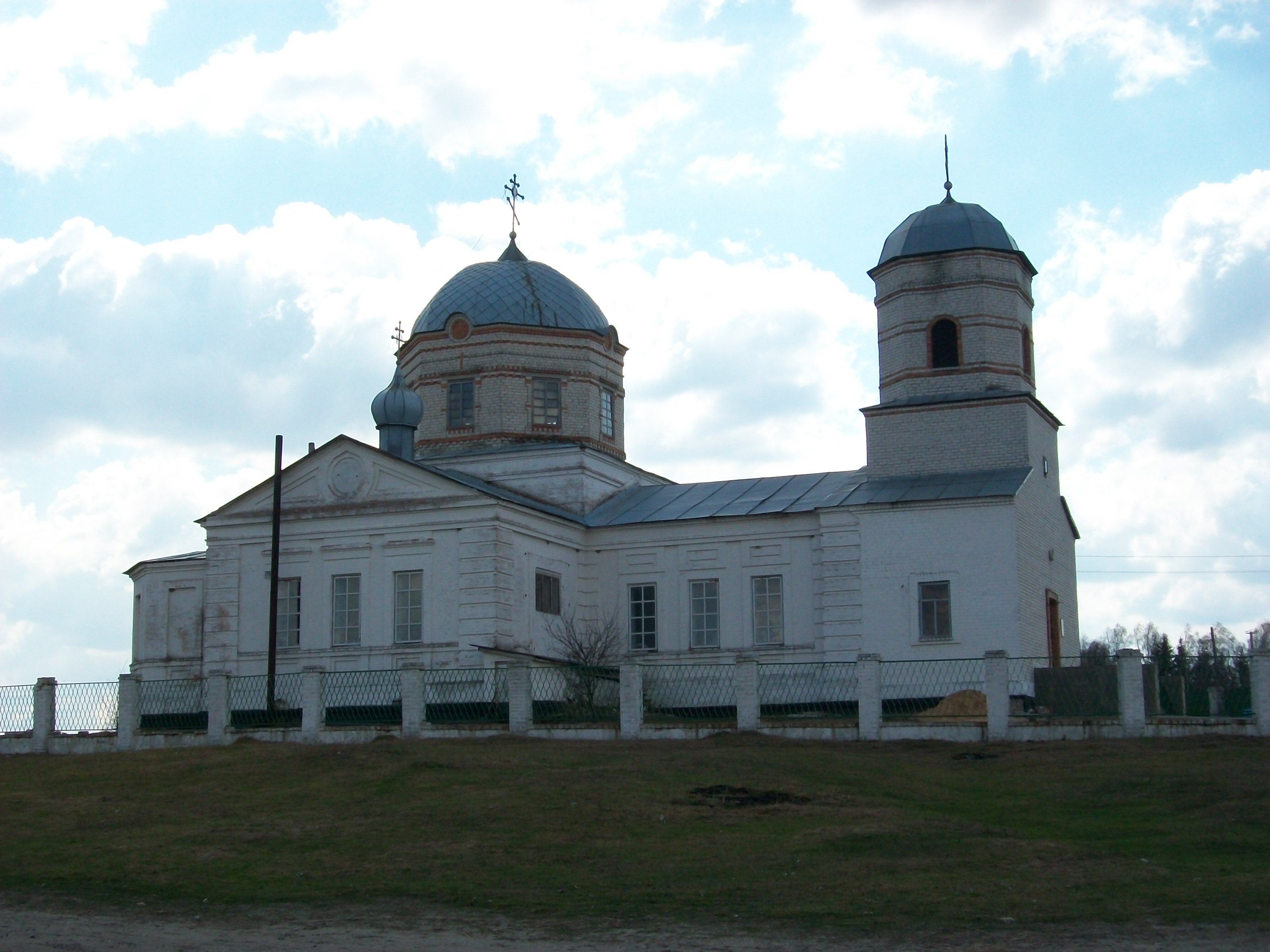
Храм Пророка Ильи

- В Шалыгино действовала Троицкая церковь, которая была разрушена в 1930-х годах[18]. Сейчас в поселке, бывшее село Ковёнки, которое входит в пределы Шалыгин, действует Ильинская церковь (1889—1906 годы), она реставрирована в 1990-х годах и реконструирована в 2008 году.
- В центре поселка находится братская могила советских воинов, сооружена в 1955 году, и обелиск односельчанам, павшим в годы войны.
- Также в посёлке Шалыгино расположены «Семь источников» — уникальные гидрологические образования самовытекающих источников воды, которые имеют эстетичное и познавательно-воспитательное значение. Гидрологическая достопримечательность природы местного значения «Семь источников» имеет площадь 0,5 га. Естественно-историческая ценность достопримечательности «Семь источников» заключается в ценном качестве воды, которая кроме вкусовых качеств имеет и лечебные.

## Известные люди
- Тарабаринов, Леонид Семёнович — советский и украинский актёр театра и кино, театральный педагог, Народный артист СССР, родился в посёлке Шалыгино.